# 黃肇宏
黃肇宏，湖北省武昌府大冶縣人，清朝政治人物、进士出身。
光绪二年，会试第60名；殿试登进士二甲139名。光绪十年，担任陕西宝鸡县知县，期间重视教育，修建宝贤学社。